# Roxburghshire
Roxburghshire o Condado de Roxburgh (Siorrachd Rosbroig en gaélico) es un condado tradicional de Escocia. Limita con Dumfries al oeste, Selkirk al noroeste, y Berwick al norte. Al sureste tiene frontera con Cumbria y Northumberland, en Inglaterra.
Debe su nombre al burgo real de Roxburgh. Roxburghshire se encuentra actualmente bajo soberanía escocesa y en lo que es el concejo de Scottish Borders.
El término Teviotdale se utilizó en la Edad Media para definir un área drenada por el río Teviot, el río Tweed y sus afluentes, y coincide en gran cuantía con lo que fue Roxburghshire.

## Condado
Hasta 1975, Roxburghshire fue uno de los condados de Escocia, gobernado por un concejal del condado (county council, en inglés) desde 1890. Este se ubicaba en Newtown St Boswells. Cuando se disolvió el condado, tenía cuatro burgos y cuatro distritos: 
- El burgo real de Jedburgh
- Los burgos de Hawick, Kelso y Melrose
- Los distritos del condado de Roxburgh: Hawick, Jedburgh, Kelso y Melrose.

El antiguo burgo real de Roxburgh, del cual el condado debe su nombre, había caído en deterioro ya desde el siglo XV.
- Datos: Q664892
- Multimedia: Roxburghshire / Q664892